# Präsidentschaftswahl in Montenegro 2013
Die Präsidentschaftswahl in Montenegro 2013 fand am 7. April 2013 statt. Der amtierende Präsident Filip Vujanović von der Demokratska Partija Socijalista Crne Gore trat gegen Miodrag Lekić von der Demokratischen Front, einem Wahlbündnis aus den Parteien Bewegung für Veränderungen und Neue Serbische Demokratie, an. Vujanović galt bereits vor den Wahlen als Favorit. Er strebt eine Annäherung an die Europäische Union und an die NATO an. Lekić warf ihm vor, sich durch Korruption bereichert zu haben. Es gab 511.405 Wahlberechtigte. Vujanović konnte sich schließlich mit 51,21 % gegen seinen Herausforderer Lekić mit 48,79 % durchsetzen.

## Ergebnis
| Kandidaten             | Parteien                                         | Stimmen | %    |
| ---------------------- | ------------------------------------------------ | ------- | ---- |
| Filip Vujanović        | Demokratische Partei der Sozialisten Montenegros | 161.940 | 51,2 |
| Miodrag Lekić          | Parteilos                                        | 154.289 | 48,8 |
| Gesamt                 | Gesamt                                           | 316.229 | 100  |
|                        |                                                  |         |      |
| Ungültige Stimmen      | Ungültige Stimmen                                | 10.574  | 3,2  |
| Wähler                 | Wähler                                           | 326.803 | 63,9 |
| Wahlberechtigte        | Wahlberechtigte                                  | 511.405 |      |
|                        |                                                  |         |      |
| Quelle: Wahlkommission |                                                  |         |      |